# Littérature camerounaise

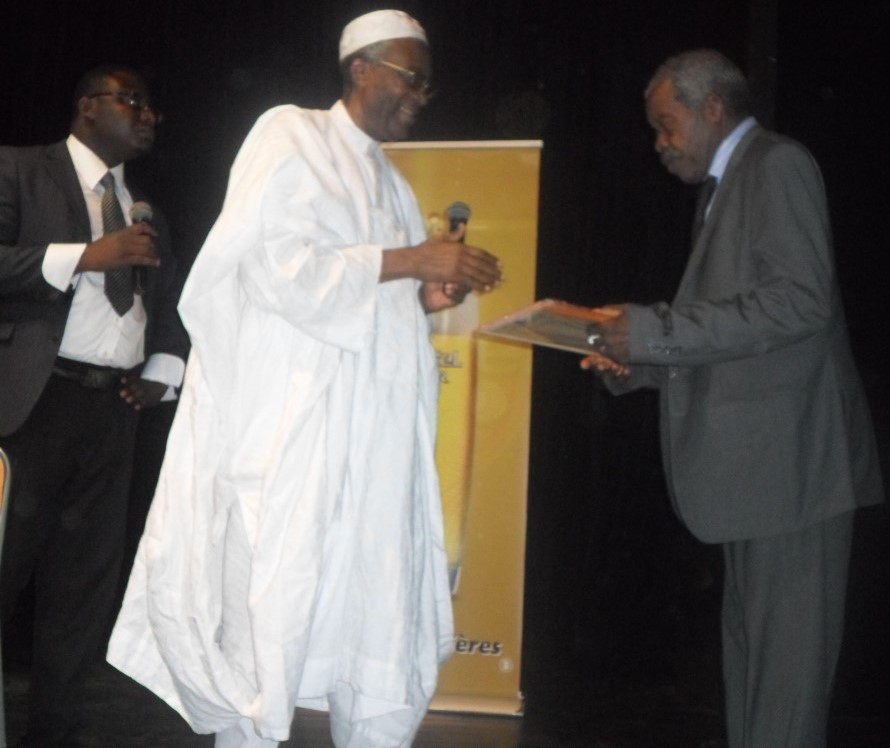
Guillaume Oyônô Mbia, Lauréat du Grand Prix des mécènes, reçoit son parchemin des mains du Dr Adamou Ndam Njoya, Président du Jury des GPAL 2014.

La littérature camerounaise est l'ensemble des textes littéraires d'auteurs originaires du Cameroun, de toute langue, puisé aux sources d'une riche tradition orale.
La population du pays, composée de près de 200 groupes ethniques, estimée à 4 millions en 1950, à 6 en 1968, 10 en 1986, serait de 29 en 2022, sans compter la diaspora camerounaise (en Afrique et hors d'Afrique).
Les Camerounais(es) pratiquent, selon la région, deux langues officielles importées, l'anglais ou le français, et/ou diverses langues africaines (entre 200 et 600, dont peul, ewondo, boulou...), et/ou un pidgin camerounais.

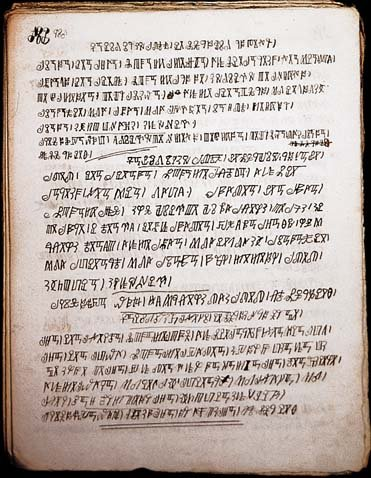
Texte en écriture bamoun/shü-mom, 1910.

## Histoire
Jusqu'à une époque très récente, les débuts de la littérature écrite d'origine camerounaise furent à tort fixés au sein des luttes pour l'indépendance du Cameroun qui virent paraître une série de textes dont la plus plupart sont d'expression française. En effet, s'il est indéniable que la littérature camerounaise écrite se développe dans le contexte colonial (d'abord allemand), il n'en demeure pas moins que ses premiers textes précèdent les administrations coloniales britannique et française au Cameroun en 1919.
De 1887 à 1945, le régime de l'indigénat s'applique aux colonies françaises, dont le Cameroun.

### Littérature de l'époque coloniale
- Isaac Moumé Etia publie dès 1920, plusieurs tomes de Quelques renseignements sur la coutume locale chez les Doualas (Cameroun) (1927-1928), puis un recueil de poèmes Les Fables de Douala (1930), en deux langues : français-douala[3],[4].
- Jean-Louis Njemba Medou, auteur de l'œuvre Nnanga kon (1932), dont un prix porte désormais le nom (Prix Nnanga kon)[5].

## Évolution
La littérature camerounaise, entendue comme des textes écrits originaires du Cameroun, s'étend sur plusieurs langues et écritures, dont celles inspirées de l'alphabet latin, arabe, ou encore de l'écriture bamoun. Ses auteurs écrivent ou ont écrit en allemand, en anglais, en français, mais aussi dans les langues locales. Comme dans beaucoup de pays d'Afrique subsaharienne, elle connaît un certain essor avec la période post-indépendance, la publication d'un ouvrage constituant alors à l'époque une marque d'intelligence qui généralement pouvait valoir l'octroi d'un poste de responsabilité dans l'administration. Et à lire certains auteurs de l'époque, on pourrait se demander si la vocation était leur seule motivation, sauf le respect dû à nombre d'entre eux passés à la postérité. 
La majorité des auteurs des années 1960, 1970, 1980, sont pour la plupart des fonctionnaires. Dans les années 1990 et 2000, la littérature camerounaise connaît un certain relâchement. Écrire un livre n'est plus alors forcément une preuve de génie, le nombre d’intellectuels s'étant exponentiellement multiplié, en comparaison des années pré- et post-indépendance. La production livresque n'est pas non plus la priorité du gouvernement, préoccupé par des problèmes d'ordre économique. On note alors une baisse de publication de qualité, un manque de motivation des promoteurs culturels à encourager la littérature. 
Cependant depuis le début des années 2010, la littérature camerounaise semble de nouveau sur la pente ascendante. Les sponsors et mécènes, jusqu'ici indifférents, commencent à montrer un certain intérêt. Les Grands Prix des associations littéraires, pour exemple, bénéficient du soutien des Brasseries du Cameroun, la principale entreprise brassicole du pays. Le mécénat est certes rare mais un peu plus présent que dans les dernières années: en 2014, le mécène Pierre Flambeau Ngayap, membre du Jury qui a consacré le jeune auteur Eric Mendi aux GPAL 2013 pour son roman Opération Obama, s'est permis de financer l'achat d'une centaine d'exemplaires de cet ouvrage pour les offrir à des étudiants de l'Université de Yaoundé II-Soa.

## Littérature par genre
La littérature commence donc à n'en pas douter par des œuvres telles que Die Jaunde-Texte, ouvrage en allemand et en ewondo publié en 1913 par Charles Atangana et son neveu Paul Messi, « Quelques renseignements sur la coutume locale chez les Doualas (Cameroun) » publié en français en 1927 par Isaac Moumé Étia ou le Sa'angan du sultan Njoya publié en shü-mom, communément appelée écriture bamoun. Même s'ils n'ont pas tous les attributs nécessaires pour faire partie de ce que la conception moderne ou postmoderne regroupe sous le terme de littérature, ces textes pourraient bien être considérés comme littéraires. Ils furent suivis en 1932 par Nnanga kon, un texte de fiction en langue boulou rédigé par un certain Jean-Louis Njemba-Medou. Cette dernière œuvre est considérée comme la toute première fiction livresque de la littérature camerounaise.

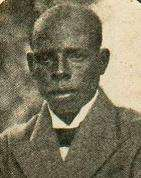
Isaac Moumé Etia
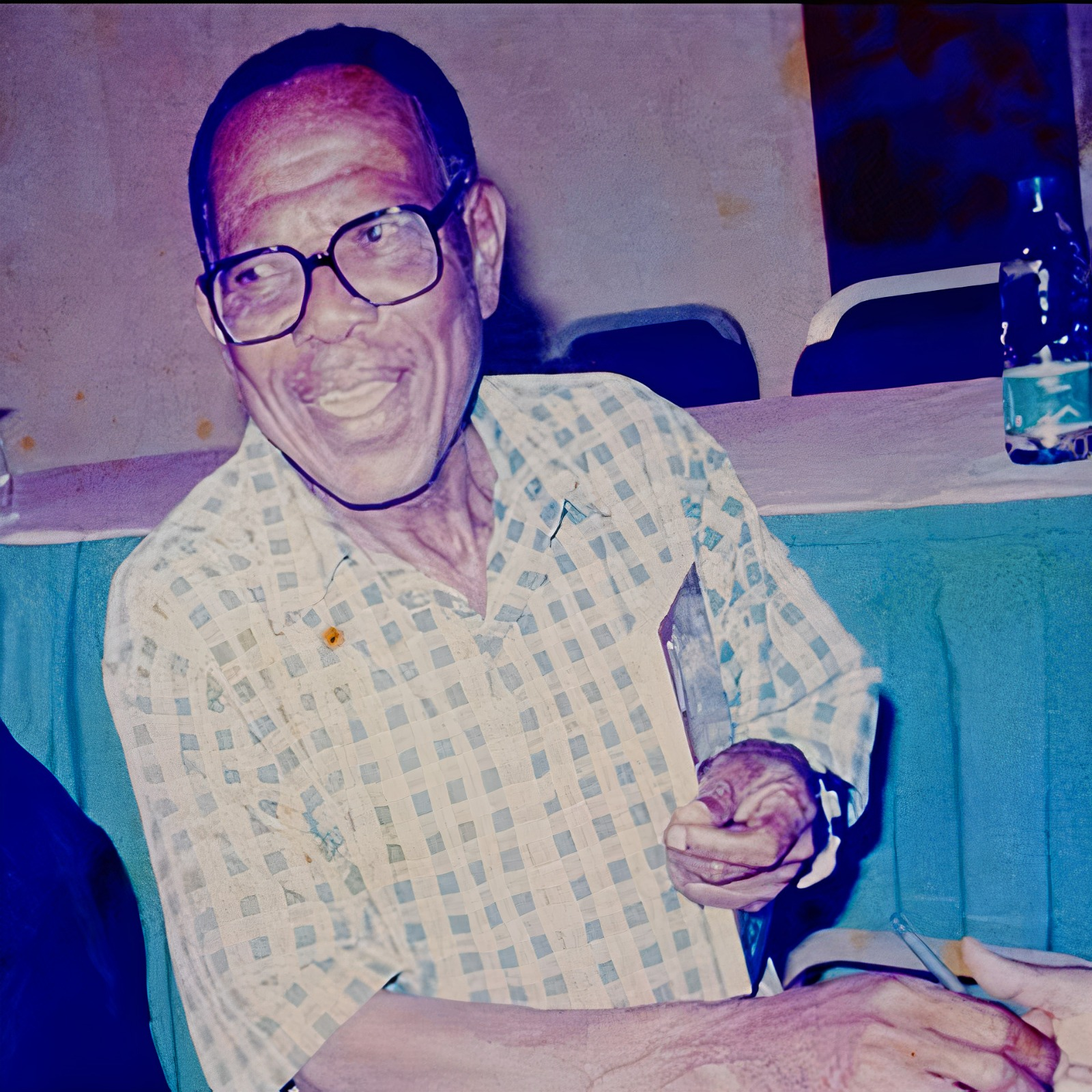
Patrice Kayo
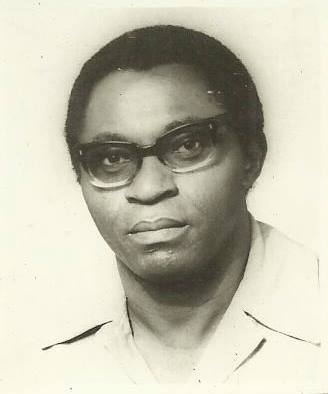
Marcien Towa
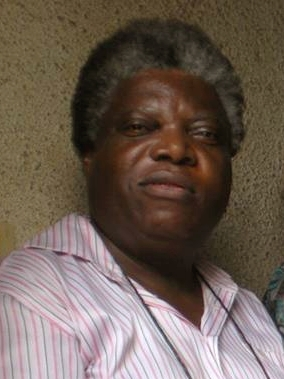
Fernando d'Almeida
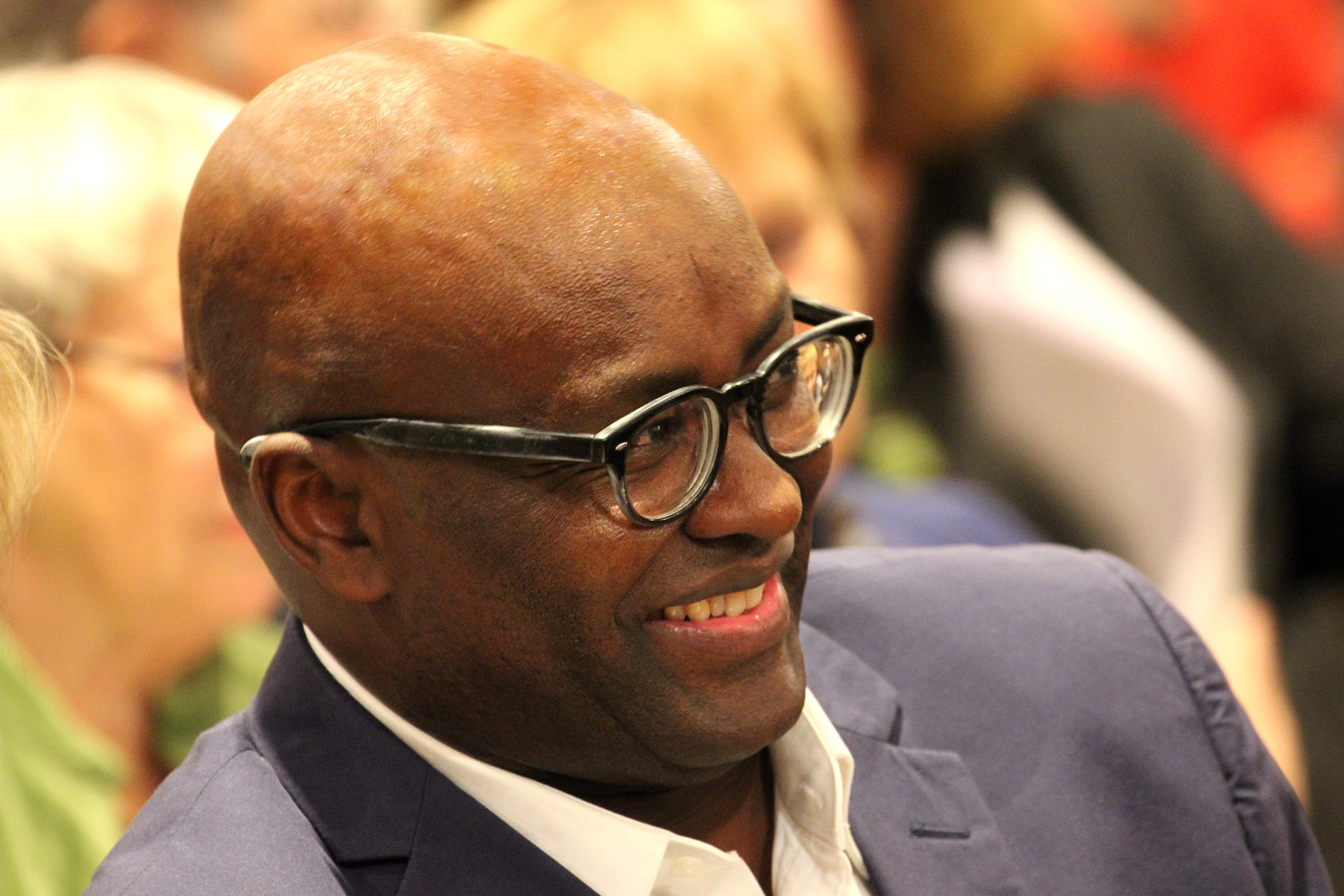
Achille Mbembe

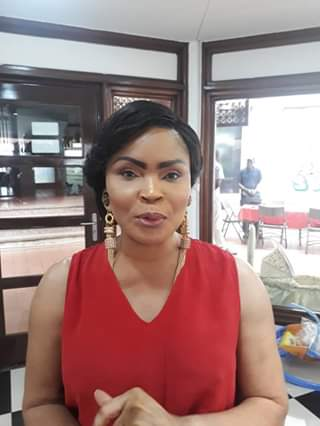
Calixthe Beyala
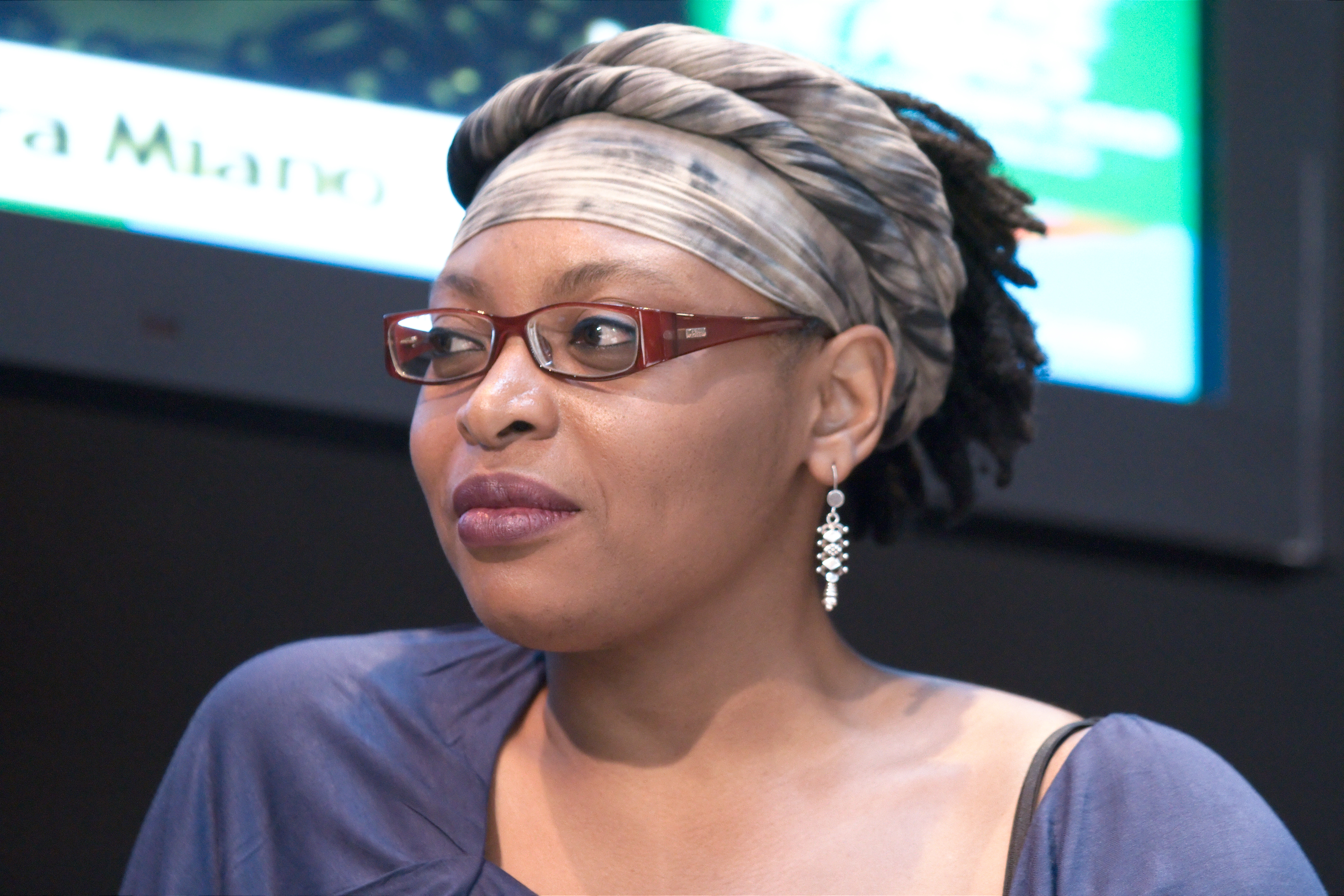
Léonora Miano
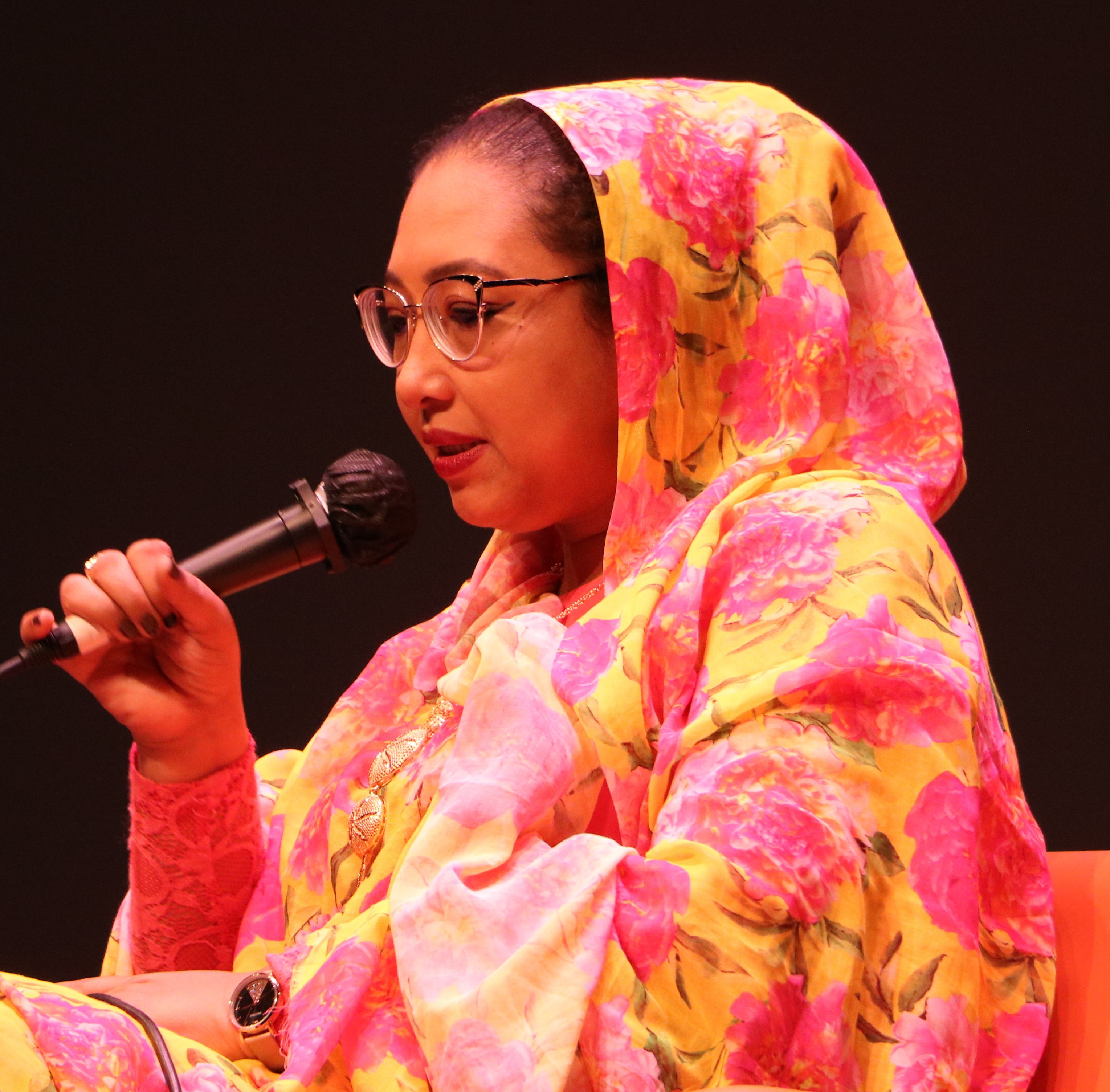
Djaïli Amadou Amal
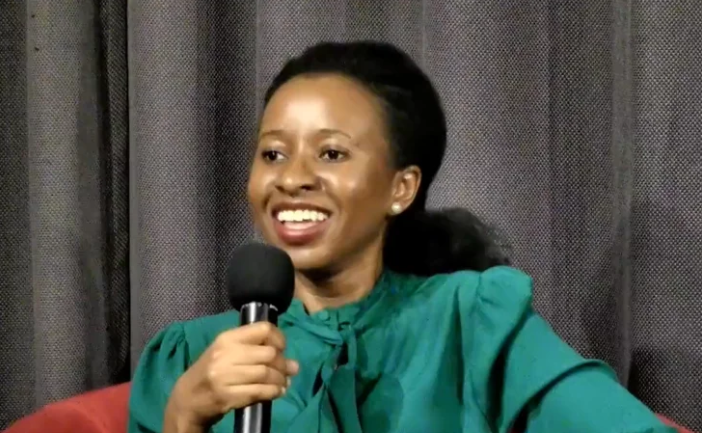
Imbolo Mbue

### Romanciers
Les premiers romanciers francophones sont Mongo Beti (1932-2001, Ville cruelle (1954)) et Ferdinand Oyono, (1929-2010, Le Vieux Nègre et la Médaille (1956)), suivis de Benjamin Matip (1932-2017, Afrique, nous t'ignorons (1956)), Joseph Owono (1921-1981, Tante Bella (1959)), Evemba Njoku'a Vembe (Sur la Terre en passant, 1966), Francis Bebey (Le Fils d'Agatha Moudio, 1967), René Philombé (Un sorcier blanc à Zangali, 1969), Rémy Medou Mvomo (Afrika ba'a), Guillaume Oyônô Mbia (Chroniques de Mvoutessi, 1971-1972), Charly Gabriel Mbock (Quand saigne le palmier, 1978), Bernard Nanga (Les Chauves-Souris, 1980), Yodi Karone (Le Bal des caïmans, 1980), Emmanuel Mayo (La Chose qui mangeait les sorciers - 2017), et bien d'autres auteurs.
La littérature camerounaise compte également de nombreuses contributions féminines, dont, entre autres, Calixthe Beyala, Léonora Miano, Imbolo Mbue, Djaïli Amadou Amal (Les Impatientes) ou Esther Bilounga.

### Poésie
En 1930, Isaac Moumé Etia (1889-1939) publie un recueil de poèmes " Les Fables de Douala, en deux langues : français-douala",. En 1947, Louis-Marie Pouka (1910-1991) publie un recueil de poèmes. Il préside la première séance de l'Association nationale des poètes et écrivains camerounais, fondée en 1960 par René Philombé (1930-2001). 
Parmi les poètes : François Sengat Kuo (1931-1997, Fleurs de latérite (1954)), Charles Ngande, Jean Claude Awono, Étienne Noumé, Jean-Paul Nyunaï, Emmanuel MAYO (Rhapsodies pour remonter les caractes, Que ma flûte impose son chant), Patrice Kayo (1942-2021, Hymnes et Sagesses (1970)), Samuel-Martin Eno Belinga (1935-2004, Masques nègres (1972)), Fernando d'Almeida (1955-2015, Au seuil de l'exil (1976)), Francis Bebey (1929-2001), Paul Dakeyo (1948-, Soweto ! Soleils fusillés (1977)). Parmi les femmes, peuvent être citées Jeanne Ngo Maï (1933-2008), et Werewere-Liking (1950-), créatrice du « chant-roman » (Orphée-Dafric, 1981), Jeanne-Louise Djanga, (Au fil de Wouri (2007), Éclats de vers de voix de rires (2009)).

### Essais
Beaucoup des auteurs précités ont également écrit des essais :
- Thomas Melone (De la négritude dans la littérature négro-africaine),
- Marcien Towa (Léopold Sédar Senghor : négritude ou servitude),
- Jean Célestin Édjangué,
- Jean-Marc Ela,
- Achille Mbembe,
- Paul Dakeyo, Fernando d'Almeida et Ambroise Kom[15]

### Théâtre
L'époque coloniale établit une forme de théâtre, d'abord religieux ou missionnaire, dont témoignent au moins trois textes : Les dix vierges (1870, Alfred Tongo Diboumbou), L'annonce de la naissance de Jésus (1912, anonyme), Une famille dans l'attente de Noël (1918, Kingue Kwedi), puis scolaire, avec la mise en scène de fables et de pièces du répertoire français. Il a existé un théâtre anglais et un théâtre allemand. En langues nationales, le premier texte connu est Mabarga Essono (1943, Jean-Baptiste Obama). 
La pièce de Stanislas Awona, Le Chômeur, ouvre en 1960 la voie à Guillaume Oyônô Mbia (Trois prétendants... un mari, 1959/1964), qui remporte un immense succès populaire, Jean-Baptiste Obama (Assimilados, 1966), Pabé Mongo, E.N. Vembe, Werewere-Liking, Yodi Karone. La satire tragi-comique les anime souvent, notamment Kum'a N'Dumbe III (Kafra-Biatanga, 1973), René Philombé, et bien d'autres.
- René Philombé (1930-2001)
- Pabé Mongo (1948-)
- Yodi Karone (1954-)
- Marcel Zang (1954-2016)
- Martin Ambara (1970-)[17]
- Kouam Tawa (1974-)
- Éric Delphin Kwégoué (1977-)
- Hermine Yollo (1981-)[18]
- Édouard Elvis Bvouma (1982-)[19]
- Nicaise Magloire Wegang (1984-)

## Prix littéraires

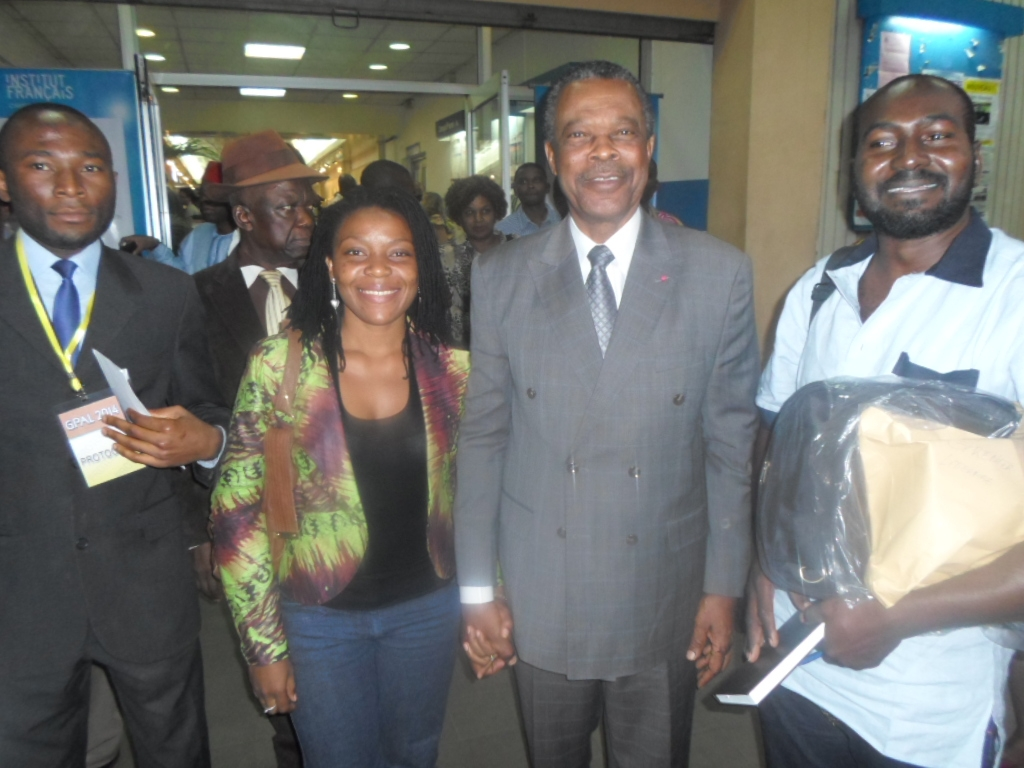
14 janvier 2015, juste après la cérémonie de remise de prix des GPAL 2014, le lauréat Charles Salé pose avec des responsables de Grenier Littéraire, l'association qui a proposé son ouvrage au Jury.

Depuis 2013, le Cameroun est présent dans le paysage des prix littéraires au niveau africain et même mondial, avec les Grands Prix des associations littéraires (GPAL). Certains auteurs très doués jusque-là ignorés ou peu connus du public ont été révélés et consacrés par ce prix, qui a également l'avantage d'être bilingue, accueillant des livres écrits en français ou en anglais. On pourrait citer Eric Mendi, pratiquement inconnu jusqu'à sa distinction aux GPAL 2013 dans la catégorie Belles-Lettres pour son roman «Opération Obama», Charles Salé consacré aux Gpal 2014 pour «La'afal. Ils ont dit...», et le romancier congolais Fiston Mwanza Mujila, honoré aux GPAL 2015 pour « Tram 83 ». Les GPAL décernent également diverses autres récompenses littéraires.
- Grands Prix des associations littéraires (GPAL, depuis 2013)
- Grand Prix des mécènes (depuis 2014)

## Revues littéraires
- Cameroun : Abbia (1963-1982);

## Autres langues africaines
- Littérature en bulu, site ELLAF
- Littérature en fang, site ELLAF

#### Personnalités
- Liste d'écrivains camerounais

### Crédit d'auteurs
- Cet article est partiellement ou en totalité issu de l'article intitulé « Culture du Cameroun » (voir la liste des auteurs).